# Município de Chagrin Falls
Localização do Ohio nos E.U.A.
O município de Chagrin Falls (em inglês: Chagrin Falls Township) é um local localizado no condado de Cuyahoga no estado estadounidense de Ohio. No ano 2010 tinha uma população de 4233 habitantes e uma densidade populacional de 620,25 pessoas por km².

## Geografia
O município de Chagrin Falls encontra-se localizado nas coordenadas 41° 26′ 02″ N, 81° 23′ 30″ O. Segundo a Departamento do Censo dos Estados Unidos, o município tem uma superfície total de 6.82 km², da qual 6.65 km² correspondem a terra firme e (2.5%) 0.17 km² é água.

## Demografia
Segundo o censo de 2010, tinha 4233 pessoas residindo no município de Chagrin Falls. A densidade de população era de 620,25 hab./km².